# センメルヴェイス反射
センメルヴェイス反射(Semmelweis reflex)は、保身のために過去の誤りが認められず、権力によって事実を捻じ曲げたり排除したりする行為を指す。
19世紀中頃、オーストリアのウィーン総合病院産科に勤務していたハンガリー人医師センメルヴェイス・イグナーツは、出産した母親が産褥熱という病気にかかって死亡する原因が、分娩を担当する医師の汚れた手にあるということに気が付いた。細菌の概念がまだ受け入れられていなかった当時、センメルヴェイスは医師の不清潔な手から未知の死体粒子が患者に移動することで産褥熱を引き起こすと考え、その予防法として塩素消毒法を提唱し、産褥熱による死亡を劇的に減少させることに成功した。
センメルヴェイスはこの発見と研究成果を医学界に発表したが、当時の多くの医師たちの反感を買うこととなった。多くの医師たちは長年行って来た自分たちのやり方が、大勢の母子の死に関与していたというセンメルヴェイスの指摘を批判した。医師自身が原因で患者が死亡しているという事実が多くの医師たちには受け入れられかった。
それでもセンメルヴェイスはその発見の理解を広めようと活動するが、多くの医師たちからの排斥に会うことと成り、やがてセンメルヴェイスは精神異常者として精神病院へ隔離されることになった。
そのわずか14日後、病院の衛兵から受けた暴力でできた傷が元で敗血症によりセンメルヴェイスは死亡した。
以上の出来事から、それまで信じられていたことや一般常識に反する事実が提唱された際に、それらに触れた人間が反射的に強く拒絶する現象をセンメルヴェイス反射と呼ぶようになった。単純に信じようとしないというだけでなく、その相手に対して強い攻撃性を持つ傾向がある。相手に対して不名誉なレッテルを貼ることで信憑性を落とそうとするなどの詭弁や誤謬を多用したり、データや論文などを示したところでそれを見ない、受け入れないという認知バイアスが見られることも特徴的である。
この用語の起源および一般に受け入れられている用法については不確実な点があるものの、「センメルヴェイス反射」(Semmelweis Reflex) という表現は作家ロバート・アントン・ウィルソンの用例がある。著書『The Game of Life（生命のゲーム）』（1979年初版、ティモシー・リアリーとの共著）の中で、ウィルソンはセンメルヴェイス反射の次のようなポレミックな定義を述べている：「未発達な惑星における霊長類および幼生段階のヒト科にみられる群衆行動で、重要な科学的事実の発見が罰せられるというもの」。